# Hirmoneura miriam
Hirmoneura miriam är en tvåvingeart som beskrevs av Bernandi 1977. Hirmoneura miriam ingår i släktet Hirmoneura och familjen Nemestrinidae. Inga underarter finns listade i Catalogue of Life.